# Ланиакея
Ланиакея (от хавайски: Laniakea – „отворени небеса“ или „големи небеса“; наричана също Местен свръхкуп) е галактичен свръхкуп, в който се намира Млечния път и още около 100 000 близки галактики. Идентифициран е през септември 2014 г., когато група астрономи, сред които Ричард Брент Тъли от Хавайския университет, Елен Куртоа от Лионския университет, Йехуда Хофман от Еврейския университет в Йерусалим и Даниел Помаред от университета Париж-Сакле публикуват нов начин за определяне на свръхкуповете, според относителните скорости на галактиките. Новото определение на местния свръхкуп включва предишния определен местен свръхкуп – свръхкупа Дева.
Последващите изследвания предполагат, че Ланиакея не е гравитационно свързана – тя по-скоро ще се разпръсне, вместо да се поддържа като плътна структура в пространството.

## Характеристики
Свръхкупът Ланиакея обхваща приблизително 100 000 галактики, разпръснати на над 160 Mpc (520 млн. ly). Има маса от около 1017 слънчеви маси или 100 000 пъти масата на нашата галактика, което е сходно на масата на свръхкупа Часовник. Съставена е от четири дяла, които преди това са идентифицирани като отделни свръхкупове:
- Дева – частта, в която се намира Млечния път
- Хидра-Кентавър
  - Голям атрактор – централната гравитационна точка на Линиакея близо до купа Норма
  - Хидра
  - Кентавър
- Паун-Индианец
- Южен свръхкуп – включва куповете Пещ, Дорадо и Еридан.

Най-масивните галактични купове на Ланиакея са: Дева, Хидра, Кентавър, Абел 3565, Абел 3574, Абел 3521, Пещ, Еридан и Норма. Целият свръхкуп е съставен от 300 – 500 познати галактични купове и групи. Реалният брой е възможно да е доста по-голям, тъй като някои от тези купове пресичат Зоната на избягване, което ги прави неоткриваеми, тъй като Млечният път ги закрива.
Свръхкуповете са едни от най-големите структури във вселената и имат граници, които са трудни за определяне, особено отвътре. Екипът използва радиотелескопи за картиране на движенията на голям брой местни галактики. В даден свръхкуп, повечето движения на галактиките биха били насочени навътре към центъра на масите. В случая на Ланиакея, тази гравитационна точка се нарича Голям атрактор и влияе на движението на Местната група галактики, където се намира и Млечния път, както и на всички други в свръхкупа. За разлика от съставящите го купове, Ланиакея не е гравитационно свързан и вероятно ще се разпадне под въздействието на тъмната енергия.

## Откриване
Новият използван метод за анализиране на движенията на галактиките, целящ да разграничи пекуларната скорост от космическото разширение и работещ добре при добре определена позиционна информация, позволява анализ до 300×106 ly (92 Mpc), като по този начин показва моделите на движение. Смята се, че Ланиакея е поела в посока към свръхкупа Шейпли.
Южноафриканският астроном Антън Фейрал заявява още през 1988 г., че червеното отместване предполага, че свръхкуповете Дева и Хидра-Кентавър вероятно са свързани.

## Местоположение
Съседни на Ланиакея са свръхкуповете Шейпли, Херкулес, Косите на Вероника и Персей-Риби. Всички те са част от комплекса от свръхкупове Риби-Кит. По време на откриването на Ланиакея ръбовете на свръхкуповете и самата Ланиакея не са известни с точност.